# 381
381 (CCCLXXXI) je bilo navadno leto, ki se je po julijanskem koledarju začelo na petek.

## Dogodki
- 1. januar

## Smrti
- Atanarik, vizigotski kralj (* ni znano)